# سياسة مصر المائية
واجه إمداد خطوط المياه والصرف الصحي في مصر الكثير من التحديات وحقق إنجازات. ومن بين هذه الإنجازات هي زيادة استخدام أنابيب مياه الري والإمداد في الفترة ما بين 1990 إلى 2006 بنسبة تتراوح بين 89% و 99% في المناطق الحضرية، وما بين 39% إلى 82% في المناطق الريفية. وبالرغم من الزيادة السكانية السريعة؛ تم إزالة المناطق المرضية في الأرياف. وفي خلال نفس الفترة الزمنية؛ تم استثمار ذو مستوى عالِ في البنية التحتية. وتتحسن نوعية المياه ومصدرها في مصر لتصل عملياً وعالمياً لمعدل 99%. أما على الجانب المؤسسي، فقد تم فصل التنظيم وتقديم الخدمات إلى حد ما من خلال إنشاء شركة قابضة قومية للمياه والصرف الصحي في عام 2004، ومنظم اقتصادي، هي وكالة تنظيم المياه المصرية (بالإنجليزية: Egyptian Water Regulatory Agency؛ واختصاراً: EWRA)‏، في عام 2006.
ومع ذلك، العديد من التحديات لا تزال قائمة. يتصل فقط حوالي ثلث السكان بمجاري الصرف الصحي. ويرجع ذلك جزئياً لعدم تغطية نُظُم الصرف الصحي. تقريباً 17,000 طفل يموتون سنويًا بسبب الإسهال. كما أن انخفاض استرداد التكاليف بسبب تعريفة المياه والتي تعد من بين أدنى المعدلات في العالم تُعد تحدي آخر. وهذا بدوره يتطلب الدعم الحكومي لأربعة عشر شركة من شركات المياه والصرف الصحي في البلاد عامةً وذلك لتغطية تكاليف التشغيل. أيضاً، يُشكل فقر عمليات التشغيل في مرافق المياه ومحطات المعالجة والصرف الصحي، قضية بارزة.
تقوم الدول الأجنبية مثل الولايات المتحدة وعدَّة أعضاء في الاتحاد الأوروبي مثل فرنسا وألمانيا، بالإضافة إلى البنك الدولي والجهات المانحة العربية بتقديم مساعدات لا تزال مهمة، سواء من حيث التمويل أو من حيث المساعدة التقنية. المانحون الغربيون أيضا عززوا دورهم بتقديم إصلاحات للقطاع تهدف إلى مستويات أعلى من استرداد التكاليف وتغطيتها وزيادة كفاءة الخدمات. شارك القطاع الخاص في شبكات المياه والصرف الصحي بشكل محدود جداً وذلك من خلال نظام البناء والتشغيل والتحويل لمحطات المعالجة.

## التوصيل
هناك تضارب في الأرقام حول عدد الأشخاص الذين يمكنهم الحصول على مياه الشرب المأمونة، وخصوصاً لعدد الأشخاص الذين يمكنهم الحصول على خدمات الصرف الصحي. وفقاً لأرقام الأمم المتحدة الرسمية المُستخدمة لرصد تحقيق المرامي الإنمائية للألفية، فإن 99% من المصريين يتصلون بمصادر محسنة للمياه و 94% يحصلون على صرف صحي محسن في عام 2008.
| توصيل المياه والصرف الصحي في مصر عام 2008 | توصيل المياه والصرف الصحي في مصر عام 2008 | توصيل المياه والصرف الصحي في مصر عام 2008 | توصيل المياه والصرف الصحي في مصر عام 2008 | توصيل المياه والصرف الصحي في مصر عام 2008 |
|                                           |                                           | الحضر (43% من السكان)                     | الريف (57% من السكان)                     | الإجمالي                                  |
| ----------------------------------------- | ----------------------------------------- | ----------------------------------------- | ----------------------------------------- | ----------------------------------------- |
| المياه                                    | بالمعنى الواسع                            | 100%                                      | 98%                                       | 99%                                       |
| المياه                                    | توصيل منزلي                               | 99%                                       | 87%                                       | 92%                                       |
| الصرف                                     | بالمعنى الواسع                            | 97%                                       | 92%                                       | 94%                                       |
| الصرف                                     | المجاري                                   | غ/م                                       | غ/م                                       | غ/م                                       |

وفقاً لمصدر واحد، وقد وصلت مصر إلى المرامي الإنمائية للألفية المتمثل في خفض عدد الأشخاص الذين لا يحصلون على المياه والصرف الصحي المناسب في وقت مبكر من عام 2008 وقبل حلول عام 2015. ومع ذلك، وفقاً لتقرير حكومي من نفس العام، فإن مصر لا تزال تسير على الطريق الصحيح لتحقيق هدف الصرف الصحي في المناطق الريفية، وخاصة في صعيد مصر وعلى حدود المحافظات. هناك أيضاً نوعٌ من المراحيض منتشرة الاستعمال في المناطق الريفية، عادة لا تعمل بشكل مناسب نظراً لارتفاع مستوى المياه الجوفية. لذلك فإن الصرف يتسرب ويلوث الشوارع، والقنوات المحيطة، والمياه الجوفية. كما أن عربات نقل مياه الصرف لا تلتزم بالإفراغ في محطات معالجة الصرف فتكون النتيجة تلوث البيئة.

## جودة الخدمات

### تواصل الإمداد
وفقاً للمركز القومي للبحوث، فإن 40% من سكان القاهرة لا يحصلون على المياه لأكثر من ثلاث ساعات في اليوم. وهناك ثلاث مناطق كبيرة لا يحصلون على مياه منقولة بالأنابيب. في عام 2008، ظهرت مظاهرات بشأن هذه القضية في السويس، حيث قطع وأوقف 500 شخص الطريق الرئيسي المؤدي إلى القاهرة. ووفقا لمسح أجري قبل عام 2006 في محافظة الفيوم، شكى 46% من الأسر عن انخفاض ضغط المياه، و 30% حول انقطاع المياه المتكرر و 22% اشتكوا من أن المياه ليست متاحة خلال النهار. أدت هذه المشاكل إلى أن كثير من الناس اضطروا لاستخدام المياه من القنوات التي يمكن أن تكون خطرة على الصحة. جودة الخدمة رديئة وخاصة في المناطق العشوائية حيث يعيش 20% من السكان المصريين.

### جودة مياه الشرب

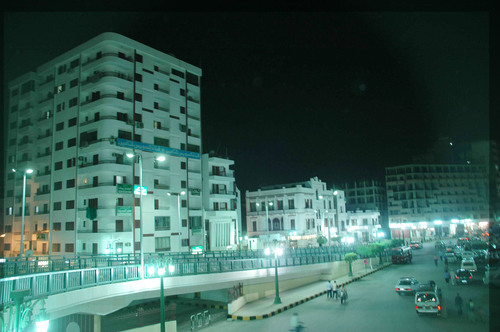
مدينة أسيوط تبعث تقريراً بظهور تلوث لمياه الشرب في عام 2009.

تشير التقديرات إلى أن حوالي 17,000 طفلاً يموت سنوياً من الإسهال. أحد هذه الأسباب هو أن جودة مياه الشرب في كثير من الأحيان دون المعايير. بعض محطات معالجة المياه لا يتم تركيبها وتشغيلها بشكل صحيح وبالتالي فهي غير فعالة في إزالة الطفيليات والفيروسات وغيرها من الكائنات الدقيقة الطفيلية. في عام 2009، قامت وزارة الصحة بدراسة تبين على أثرها أن مياه الشرب التي يشربها نصف مليون شخص في أسيوط غير صالحة للاستهلاك البشري. واعتباراً من يونيو 2011، لم يتم فعل شيئاً لمعالجة هذه المشكلة. نُظم الكلورة للآبار، التي تم تنصيبها منذ سنوات لعلاج مستويات عالية من البكتيريا الموجودة في المياه الجوفية، فشلت لعدم وجود صيانة وتم إيقافها. يتم توفير المياه غير المعالجة إلى السكان الآن.

### معالجة مياه الصرف
بلغ عدد محطات معالجة مياه الصرف الصحي في مصر 239 محطة في عام 2008. وصلت قدرة مصر في معالجة مياه الصرف الصحي إلى أكثر من 11 مليون متر مكعب يوميا، تخدم أكثر من 18 مليون نسمة. ازداد الرقم 10 مرات بين عامي 1985 و 2005. كمية المياه التي يتم صرفها في النيل تصل إلى 3.8 مليارات متر مكعب في السنة، تم علاج 35% منها اعتباراً من عام 2004.
تقع أكبر محطة لمعالجة مياه الصرف الصحي في مصر، في الجبل الأصفر، شمال شرق القاهرة، وهي تخدم حوالي 9 ملايين شخص وتعالج مليوني متر مكعب يوميا منذ عام 2009. تصرف في مصرف بلبيس ومنها إلى مصرف بحر البقر، ثم يُصرف إلى بحيرة المنزلة، 170 كم بعيدا عن القاهرة.
وقد تم تحديد المصرف وبحيرة المنزلة وتسميتها «بالبقعة السوداء» من قِبَل خطة العمل البيئية المصرية في عام 1992. إن جودة المياه ونوعيتها قد تحسنت بشكل كبير بعد الانتهاء من المرحلة الأولى لمحطة المعالجة في عام 1999، ولكن المصرف والبحيرة لا تزال هشة بيئيا. تم طرح مناقصة لمزيد من التوسع في محطة المعالجة بتمويل من بنك التنمية الأفريقي في عام 2011، من شأنها أن تقوم بزيادة طاقتها إلى 2.5 مليون متر مكعب يوميا. ومن شأن مخطط المرحلة الثالثة، أن ترتفع قدرة المحطة إلى 3 ملايين متر مكعب يوميا، وخدمة 12 مليون شخص، وجعل جبل الأصفر واحدة من أكبر محطات معالجة مياه الصرف الصحي في العالم. ويتم حاليًا معالجة مياه مصرف بحر البقر من خلال محطة معالجة مياه مصرف بحر البقر.

## مصادر المياه

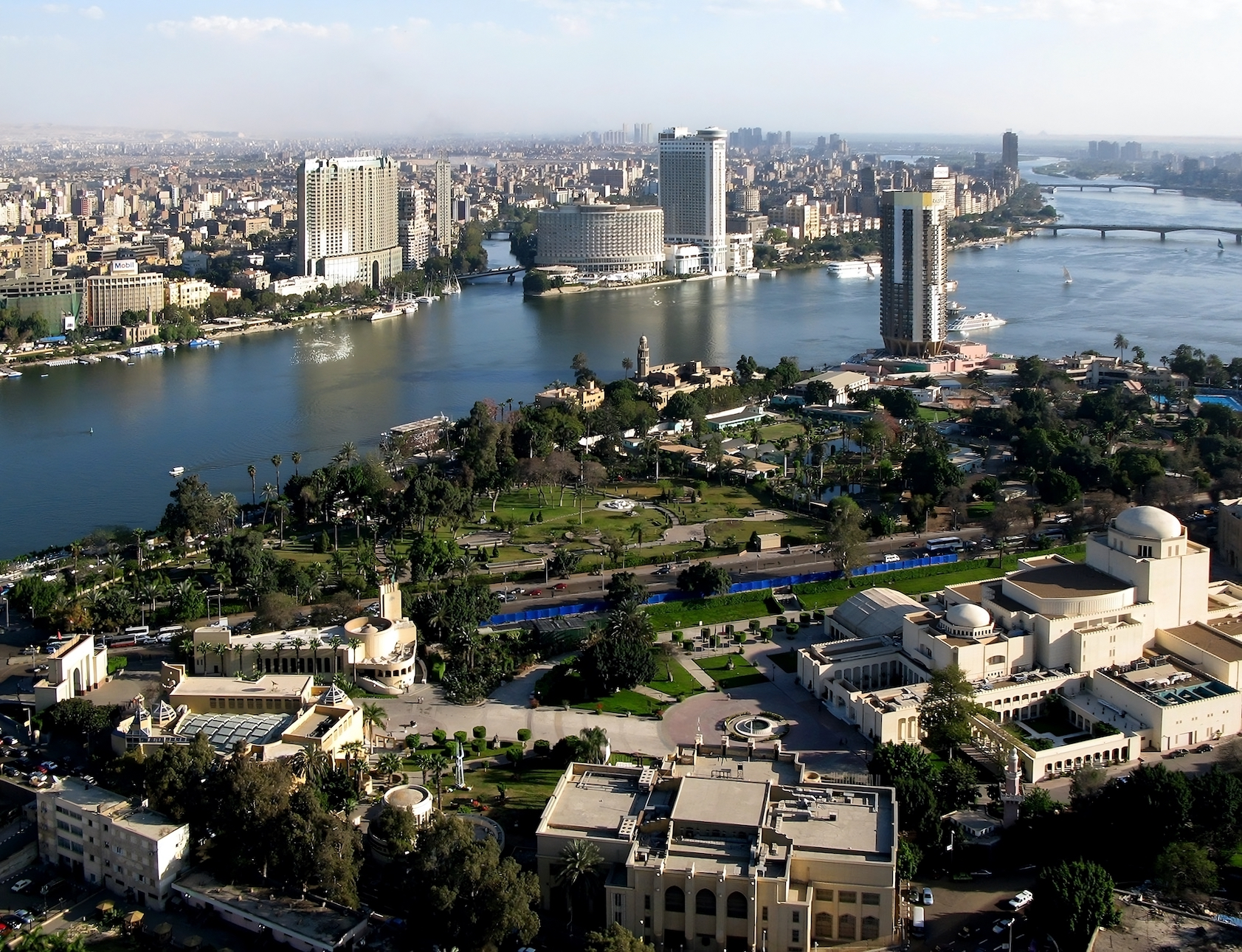
النيل هو مصدر المياه الرئيسي لمعظم أنحاء مصر، بما فيها القاهرة الظاهرة هنا.

### من القرن التاسع عشر إلى مصر المعاصرة

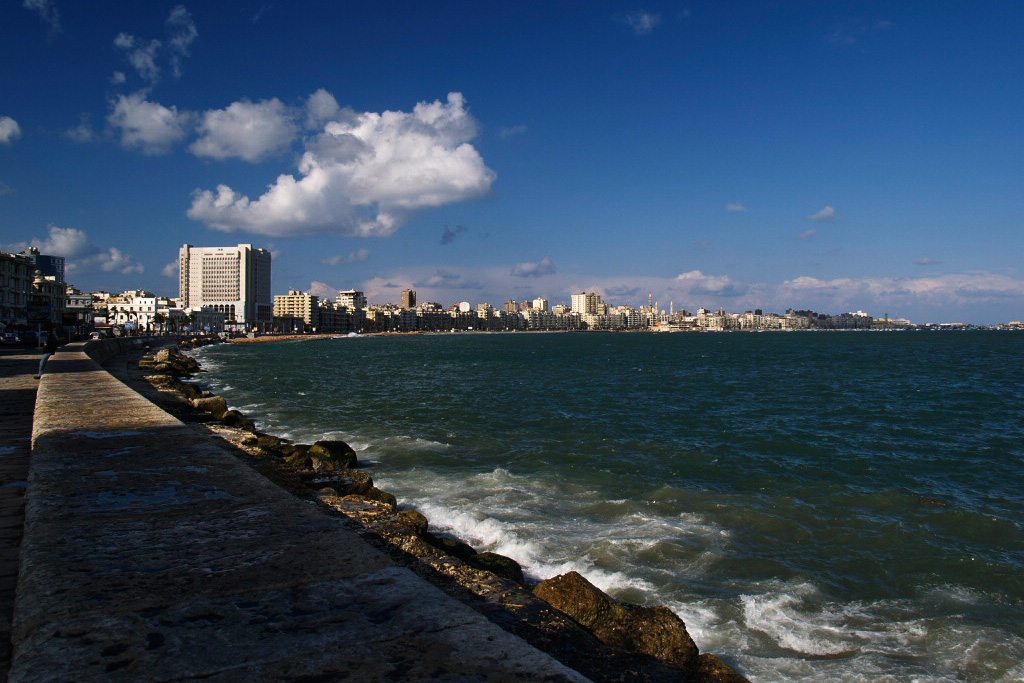
إمداد مياه الشرب في الإسكندرية كان يتم عن طريق شركات خاصة أجنبية منذ عام 1860 وحتى 1956.

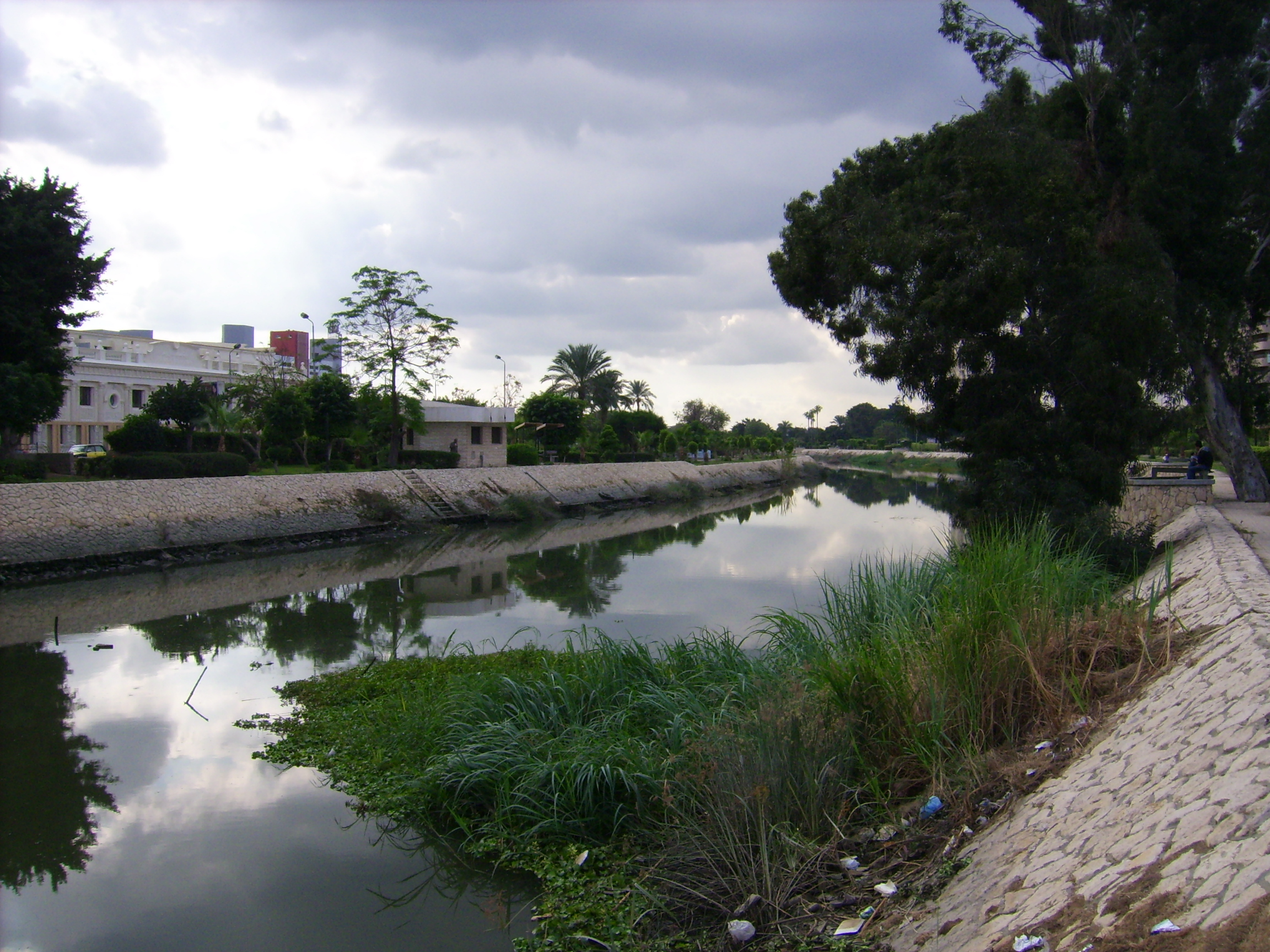
صورة لترعة المحمودية التي تمد مدينة الإسكندرية بالمياه.

### إصلاحات عام 1981

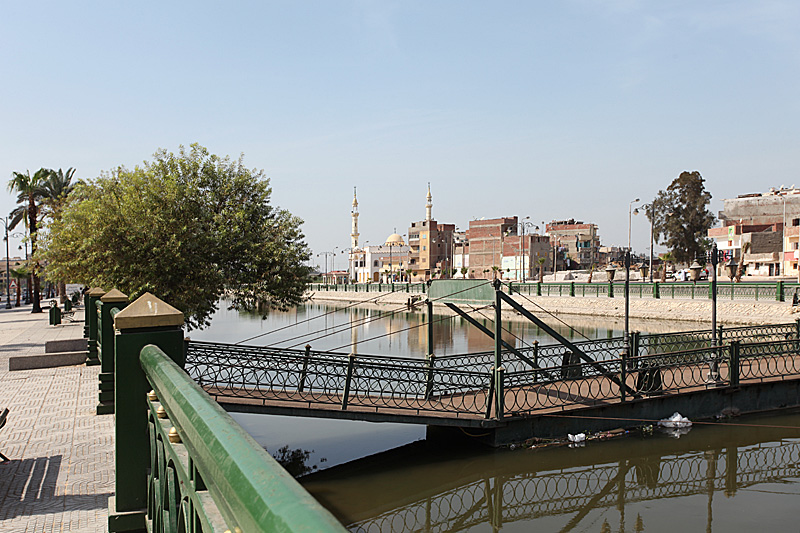
في عام 1981، أنشئت في مدينة دمنهور عاصمة محافظة البحيرة شركة مستقلة باسم "شركة مياه الشرب والصرف الصحي بالبحيرة، وهي أولى الشركات التي أنشئت خارج نطاق مدينتي القاهرة والإسكندرية. وبموجب القرار الجمهوري عام 2004، أصبحت أحد الشركات التابعة للشركة القابضة لمياه الشرب والصرف الصحي.
الصورة لكورنيش دمنهور.

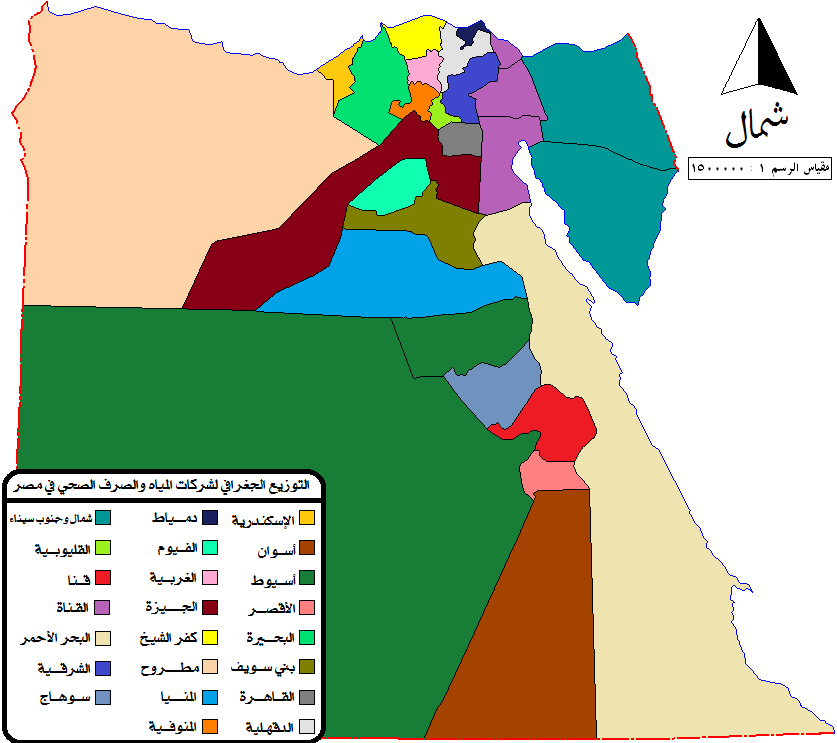
خريطة التوزيع الجغرافي للشركات التابعة للشركة القابضة للمياه الشرب والصرف الصحي في مصر عام 2012.

### التعاون الخارجي

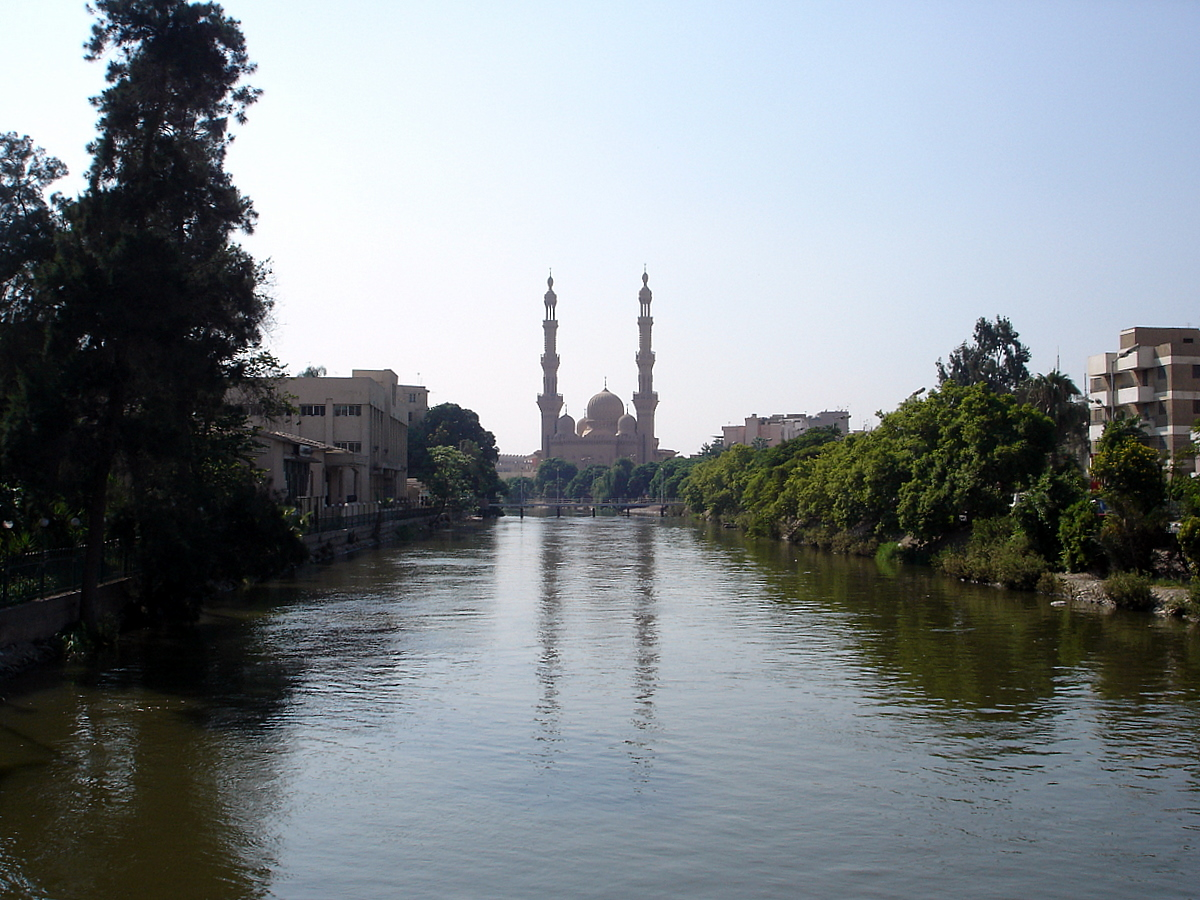
منظر لمدينة الزقازيق عاصمة محافظة الشرقية، واحدة من الأربعة محافظات التي قدمت لها أربعة دول أوروبية التمويل وفقاً لبرنامج المياه المحسنة والصرف الصحي.